# Liechtenstein nos Jogos Olímpicos de Inverno de 1948
Liechtenstein participou dos Jogos Olímpicos de Inverno de 1948 na cidade de Sankt-Moritz, na Suíça. Nessa edição dos jogos o país não teve medalhistas.